# 390. п. н. е.

## Догађаји
- 18. јул — Битка на Алији: Брен, поглавар Сенона са јадранске обале Италије, предводи војску Цисалпских Гала у нападу на Рим. Они заузимају цео град осим Капитолског брда, које се успешно држи против њих. Међутим, видевши да је њихов град разорен, Римљани нуде откуп и Гали се повлаче.